# شو چی
شو چی (ماندارین: 舒淇 و پین یین: Shūqí زادهٔ ۱۶ آوریل ۱۹۷۴) بازیگر اهل تایوان است.
او بیشتر برای بازی در فیلم ترانسپورتر و مبارز همه‌فن‌حریف به‌شهرت رسید. از سایر فیلم‌های او می‌توان مبارزان، هیولا، آدم‌کش، ماجراجویان، نیویورک، دوستت دارم، افسانه مشت: بازگشت چن زن، زودیاک چینی، سفر به غرب: چیرگی بر ارواح خبیث، سفر به غرب: بازگشت شیطان و ..... را نام برد..